# Celmisia
Celmisia là một chi thực vật có hoa trong họ Cúc (Asteraceae).

## Loài
Chi Celmisia gồm các loài: